# Les Grandes Vacances (film)
Pour les articles homonymes, voir Les Grandes Vacances.
Pour plus de détails, voir Fiche technique et Distribution.
Les Grandes Vacances est une comédie franco-italienne écrite et réalisée par Jean Girault, sortie en 1967. De toute sa filmographie, c'était le film préféré de Louis de Funès .

## Synopsis
Philippe, le fils aîné de Charles Bosquier, propriétaire et directeur d'un pensionnat pour enfants de familles aisées, est recalé au bac en partie à cause de son anglais déplorable. Pour remédier à cette carence, son père décide de l'envoyer pour les grandes vacances au Royaume-Uni, dans la famille Mac Farrell, propriétaire d'une distillerie de whisky écossais. En contrepartie, la famille Bosquier accueille leur fille Shirley. Cela contrarie les plans de Philippe, qui avait prévu pour ses vacances de descendre la Seine en voilier… Il décide de se faire remplacer par Stéphane Michonnet, autre élève de l'institution, aux projets de vacances incertains mais désireux de visiter le Royaume-Uni. Après le départ de Michonnet, Shirley arrive chez les Bosquier, dissipe les élèves présents et entraîne Gérard, le fils cadet de Charles Bosquier, dans ses distractions. Au cours de l'une de leurs sorties, ils tombent sur Philippe qui essaye désespérément de réparer son bateau avant de partir en croisière avec ses amis. Shirley, exaspérée de son séjour chez les Bosquier, s'échappe du pensionnat en emmenant avec elle l'élève Bargin qui, grâce à ses compétences de mécanicien, fait démarrer le voilier. Tous deux participent ensuite à la croisière avec Philippe et ses amis.
Au même moment, Charles Bosquier se rend chez Mac Farrell, alerté par ce dernier que « Philippe » est malade. Le directeur découvre donc que Michonnet est parti au Royaume-Uni à la place de Philippe. De retour en France, il apprend que Shirley est partie avec Philippe et il s'empresse de les rattraper avant que Mac Farrell n'arrive pour récupérer sa fille. Après une poursuite rocambolesque qui se termine au Havre, Charles Bosquier retrouve les deux jeunes gens et les ramène, ainsi que Bargin, au pensionnat juste à temps pour l'arrivée de Mac Farrell qui repart avec Shirley. De retour à Londres, celle-ci rencontre Michonnet qu'elle croit être Philippe. Voulant se venger de Charles Bosquier, elle endort Michonnet dans sa chambre et fait croire à son père qu'ils ont couché ensemble... Celui-ci, furieux, accueille Charles et Philippe, arrivés précipitamment. Alors que les deux pères sont sur le point de se battre, Shirley découvre alors l'identité de son compagnon de croisière qui s'était présenté à elle sous le nom de "Michonnet", puis elle avoue la vérité sur sa mise en scène avant d'aller embrasser discrètement Philippe…
Le lendemain, Mac Farrell est de nouveau furieux après avoir découvert une lettre de sa fille lui annonçant qu'elle a pris la fuite avec Philippe pour qu'ils se marient. Pour cela, les deux amoureux de 18 ans (en 1967, et jusqu'en 1970 pour le Royaume-Uni et en 1974 pour la France, la majorité civile était fixée à 21 ans) doivent se rendre au village écossais de Gretna Green où se tient une fête annuelle permettant aux mineurs de se marier dès l'âge de 16 ans chez le forgeron, sans le consentement de leurs parents. Bosquier et Mac Farrell s'empressent de les rejoindre, Mac Farrell, qui dispose d'un avion privé, va jusqu'à se poser sur le toit de l'autocar qui emmène en Écosse la joyeuse troupe des fiancés (c'est le tournage de cette acrobatie qui a coûté la vie au cascadeur Jean Falloux). À la suite de diverses péripéties, ils arrivent alors que l'office vient de se terminer. Philippe et Shirley s'enfuient alors à cheval à travers les landes écossaises, toujours poursuivis par leurs pères. Mais au cours de la poursuite, ceux-ci finissent par dévaler une pente sans moyen de ralentir. Ils pensent alors que leur dernière heure est arrivée et jurent conjointement de ne plus s'opposer au mariage de leurs enfants. Heureusement, leur course folle s'achève sans heurts dans la distillerie de Mac Farrell où leur arrivée provoque une inondation au whisky. Après cela, le mariage de Philippe et Shirley est célébré dans la joie en Écosse.

## Fiche technique
- Titre : Les Grandes Vacances
- Réalisation : Jean Girault, assisté de Tony Aboyantz
- Scénario : Jean Girault et Jacques Vilfrid
- Dialogues : Jacques Vilfrid
- Décors : Sydney Bettex
- Costumes : Jacques Cottin et Marc Doelnitz
- Photographie : Marcel Grignon
- Montage : Jean-Michel Gautier
- Musique : Raymond Lefèvre (Éditions French Music)[4]
- Bagarres réglées par Claude Carliez et son équipe
- Production : Maurice Jacquin et Raymond Danon
- Sociétés de production : Les Films Copernic (Paris) et Fida Cinematografica (Rome)
- Société de distribution : Valoria Films
- Tournage dans les studios de Boulogne et d'Épinay-sur-Seine
- Pays de production :  France,  Italie
- Langues originales : français, anglais
- Format : couleur (Eastmancolor) par Franscope — 2.35 : 1 – 35 mm – Mono
- Genre : comédie
- Durée : 85 minutes
- Date de sortie : 1er décembre 1967
- Affiche : Jouineau Bourduge (France)

## Distribution
- Louis de Funès : M. Charles Bosquier, le directeur de l'Institution Bosquier (un internat pour jeunes gens)
- Ferdy Mayne : Mac Farrell, le producteur de whisky et père de Shirley
- Martine Kelly : Shirley Mac Farrell, sa fille
- François Leccia : Philippe Bosquier, le fils aîné
- Olivier de Funès : Gérard Bosquier, le fils cadet
- Claude Gensac : Mme Isabelle Bosquier, la femme de Charles
- Maurice Risch : Stéphane Michonnet, le copain de Philippe qui part pour l'Angleterre
- Jacques Dynam : M. Croizac, le livreur de charbon
- Dominique Davray : Rose, la propriétaire du café-bal
- Mario David : l'éternel importuné (voiture et bateau)
- Jean St-Clair : Mrs Mac Farrell
- Christiane Muller : la bonne des Bosquier
- Denise Provence : la comtesse de Saint-André-d'en-Ville
- Françoise Jourdanet : l'une des deux jeunes femmes conduisant Charles Bosquier jusqu'au Havre
- Sylvia Dionisio : la jeune vacancière blonde
- René Bouloc : Bargin, l'élève qui part avec Philippe
- Jean-Pierre Bertrand : Christian, un copain de Philippe
- Jacques Dublin : Claude, un copain de Philippe
- Dominique Maurin : Michel, un copain de Philippe
- Guy Grosso : Chastenet, un professeur
- Carlo Nell : un professeur
- Daniel Bellus : Isolde, un élève, fils de la comtesse de Saint-André-d'en-Ville
- Max Montavon : Morizot, un professeur
- Robert Destain : le surveillant général
- Jacques Famery : le chauffeur de la comtesse Saint-André-d'en-Ville
- Paul Faivre : le propriétaire du poulailler
- Émile Prud'homme : Mimile, l'accordéoniste
- Douglas Read
- Colin Drake : Jenkins, le domestique des Mac Farrell
- Jean Droze : Benoît, le jardinier
- Mary Boduin : la dame de la péniche
- Barbara Sommers : la préposée aux costumes
- Charles Lloyd Pack
- Jean Falloux : l'homme ivre
- Billy Kearns : le conducteur de car
- Joachim Westhoh
- Percival Russell : un policier
- Brian Coburn
- Rudy Lenoir : un professeur (non crédité)
- Bernard Le Coq : Jean-Christophe, un élève (non crédité)
- André Nader : le père de Jean-Christophe (non crédité)
- Luc Andrieux : marin ivre (non crédité)
- Jenny Orléans : l'épouse de Chastenet et mère de leur fils (non créditée)
- Dominique Marcas : la pompiste (non créditée)[5]
- Guy Delorme : un marin au bistrot (non crédité)
- Jean Minisini : un marin au bistrot (non crédité)
- Antoine Baud : un marin au bistrot (non crédité)
- Lionel Vitrant : un marin au bistrot (non crédité)
- Jacques Van Dooren : un marin au bistrot (non crédité)
- Eric Vasberg : un marin au bistrot (non crédité)
- Gérard Moisan : un marin au bistrot (non crédité)
- Henri Attal : un marin au bistrot (non crédité)

## Production

### Attribution des rôles
Avec le rôle d'Isabelle Bosquier, Claude Gensac interprète pour la deuxième fois l'épouse d'un personnage incarné par Louis de Funès. Depuis la fin des années 1950, Jeanne de Funès, constatant l'ascension de son mari, le poussait à choisir comme épouses de cinéma des actrices belles et élégantes, plutôt que les grosses rombières que les réalisateurs lui adjoignaient par contraste comique. Lors de la préparation de l'adaptation d'Oscar, l'acteur cherche une comédienne pour le rôle de Mme Barnier,. Il fait d'abord appel à Simone Valère, croisée dans Ma femme est formidable (1952), mais elle est indisponible. Il découvre les talents comiques de Claude Gensac en allant la voir jouer La Dame de chez Maxim sur scène ; ils s'étaient plus ou moins perdus de vue depuis Sans cérémonie au théâtre et le film La Vie d'un honnête homme dans les années 1950. Jeanne de Funès incite son mari à la prendre comme sa femme à l'écran,. Ravi par leur partenariat dans Oscar, et aimant retrouver les mêmes têtes, l'acteur-vedette la reconduit dans cet emploi dans Les Grandes Vacances, Hibernatus, Jo et trois films du Gendarme, ainsi que des rôles différents dans L'Aile ou la Cuisse, L'Avare et La Soupe aux choux,.
Dans ce film, Olivier de Funès joue « le fils de son père ».

## Autour du film

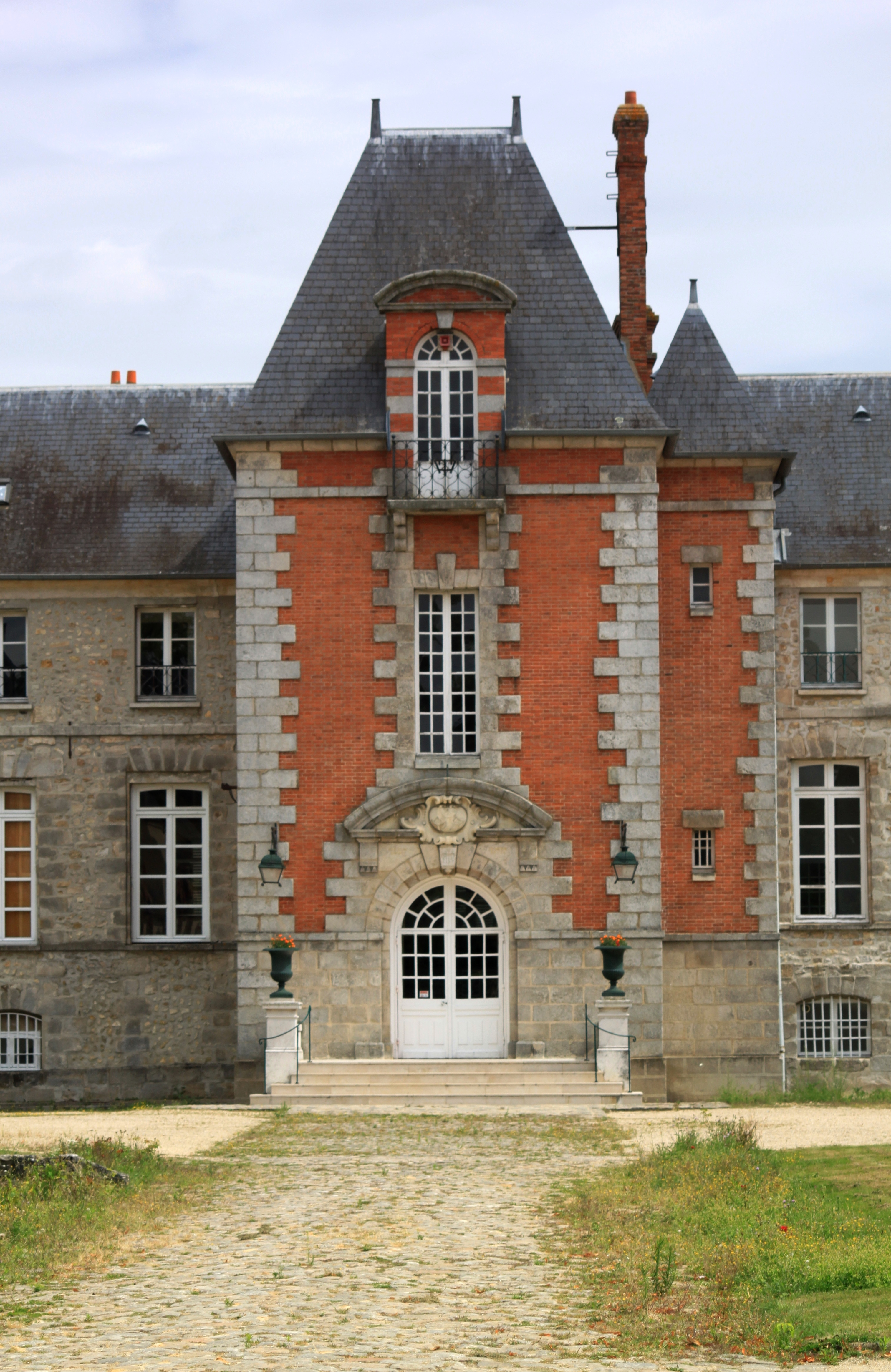
L'entrée principale du château de Gillevoisin, décor du pensionnat de Charles Bosquier.

- Il est possible de voir l'ombre du caméraman sur une plateforme, lorsque Charles Bosquier (Louis de Funès) rentre chez lui à pied et la voiture (mini) le suivant, conduite par Martine Kelly.
- Le cascadeur Jean Falloux est décédé pendant le tournage de ce film lors d'une cascade aérienne. Il était l'époux de la speakerine Anne-Marie Peysson. Ce film lui est dédié.
- Ce film est le plus gros succès français de l'année 1967 avec environ sept millions de spectateurs, devant un autre film de Louis de Funès, Oscar.
- On remarque que Louis de Funès conduit une Citroën DS. On retrouvera, dans d'autres films, l'union entre Louis de Funès et cette voiture dans Fantômas, Le Grand Restaurant,  Hibernatus, Jo, ou encore Les Aventures de Rabbi Jacob[9],[10].
- Tout comme dans Fantômas contre Scotland Yard (tourné l'année précédente et sorti en mars 1967), aucun plan du film censé se dérouler au Royaume-Uni n'y sera tourné.
- Quelques références sont faites à la chanteuse Sheila, qui est la chanteuse la plus populaire de France et à l'international en 1967, à travers des magazines affichés dans la chambre du fils Gérard, puis chez un marchand de journaux et également à travers l'expression de Shirley Mac Farrell the school is finished, référence à la chanson phare du premier succès international de Sheila L'école est finie.
- Le nom de la péniche qui « repêche » Louis de Funès est « Groote Lulu » et celui du bateau des marins bagarreurs est « Kleine Muisje » ; en français « Grande Lulu » et « Petite Souris ». Sur les pulls des marins de ces péniches est également inscrit « Anvers ». Or, la ville d'Anvers est située en Belgique néerlandophone, et les marins parlent en néerlandais dans le film. Donc, c'est plutôt « Antwerpen » (Anvers en néerlandais) que nous devrions voir sur les pulls. A préciser aussi que "Groote Lulu" et "Kleine muisje" sont des erreurs de langage. En néerlandais correct, cela doit être "Grote Lulu" et "Klein muisje" (comme tous les diminutifs en '-je' muisje est neutre).
- « Groote Lulu » est une allusion à un « Gros Lulu » dont parle Cruchot sous hypnose dans Le Gendarme à New York.
- Les deux fils de Bosquier s'appellent Philippe et Gérard. De Funès jouera plus tard deux rôles où son fils s'appelle également Philippe (L'Homme orchestre) et Gérard (L'Aile ou la Cuisse).

## Lieux de tournage
- France
  - Vernon (Eure), château des Tourelles, base de loisirs nautiques du quartier de Vernonnet
  - Janville-sur-Juine, Essonne, château de Gillevoisin
  - Le Mont-Dore, Puy-de-Dôme
  - Les Mureaux, Yvelines, base de loisirs nautiques
  - Igoville, Eure
  - Pont de Tancarville, Seine-Maritime
  - Le port du Havre, Seine-Maritime
  - Versailles, Yvelines
  - Paris, Aéroport de Paris-Orly[11], l'Olympia
  - Viry-Châtillon
  - Duclair et Mesnil/Jumieges
  - Barrage de Poses, Eure
  - Mesnil sous Jumieges (scène de la voiture dans le poulailler)
  - Duclair (bord de seine)

## Accueil

### Accueil critique

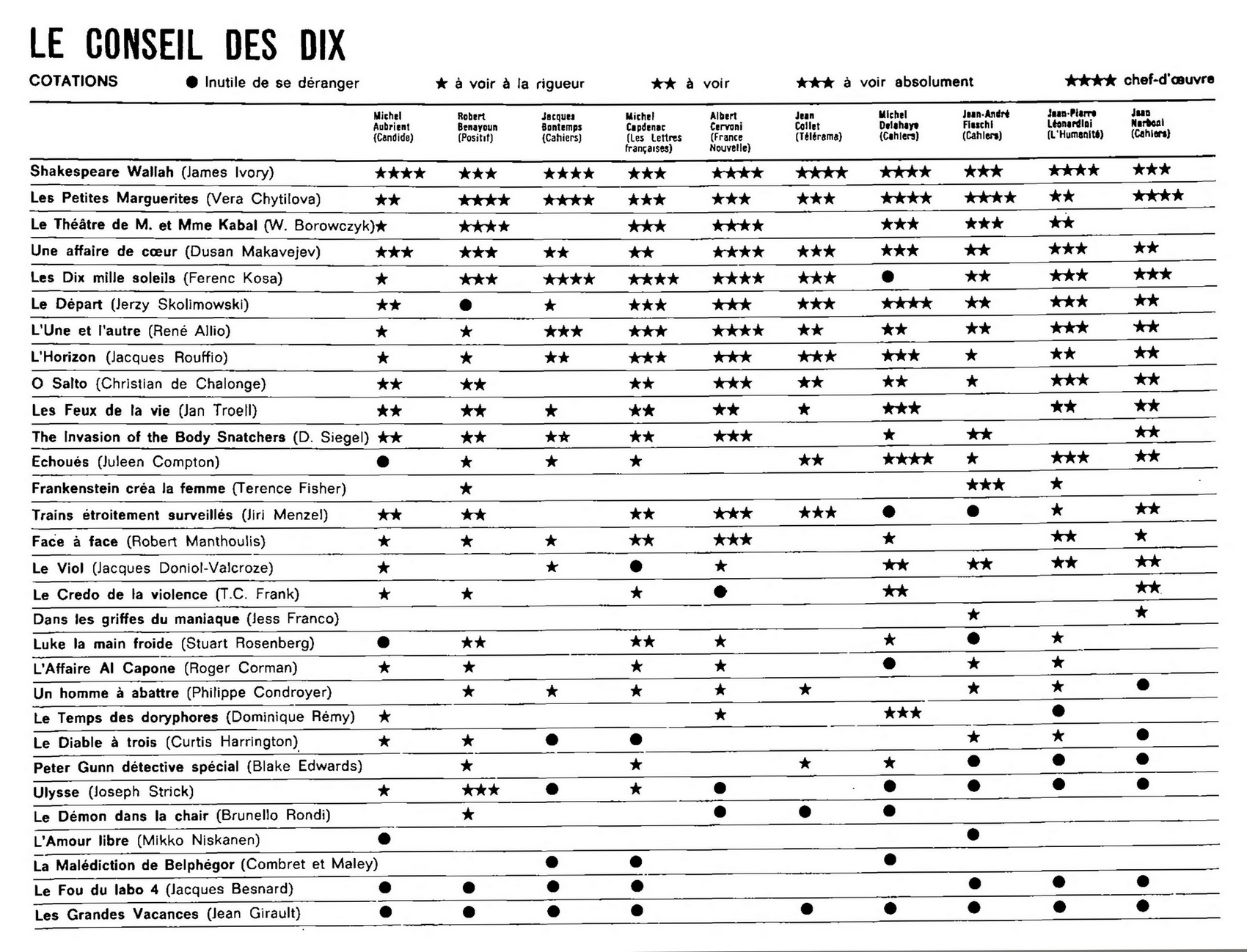
Les Grandes Vacances parmi les cotations du « Conseil des dix » des Cahiers du cinéma, tous affirmant qu'il est inutile de se déranger.

Les Grandes Vacances reçoit des critiques contrastées, bien que l'efficacité comique du film soit unanimement reconnue. Le Figaro relève « les fâcheuses faiblesses du scénario ». France-Soir évoque un « film gai et français (…) Peut-être pas de très grandes vacances, mais certainement une bonne petite détente ». Dans Télérama, Claude-Jean Philippe note les manques du film et s'attarde sur la qualité du jeu de l'acteur principal, rejoignant sans le savoir les envies secrètes de l'intéressé : « Au fond, c'est un Molière qu'il lui faudrait. De Funès serait merveilleux en Harpagon, en Sganarelle et, pourquoi pas, en Alceste moderne ». À l'instar de nombreux critiques de l'époque, Philippe s'attache à déceler la modernité du comique funésien : « D'une certaine manière, ces Grandes Vacances sont très révélatrices. Ce qui fait rire aujourd'hui, c’est le surmenage, la fuite en avant, le feu au derrière. Il faut voir de Funès s'agiter, sauter au volant de sa DS noire, régenter sa famille, son collège et sa domesticité (…) Il a découvert les immenses ressources comiques de la nervosité. Il s'arrête tous les quarts d'heure pour se faire masser le front par son épouse. Au fond, c'est drôle, on est venu se détendre pour voir un acteur se crisper à votre place ».
Très virulent envers chaque film de Louis de Funès, Jean-Louis Bory livre dans Le Nouvel Observateur une diatribe contre l'acteur et l'industrie du cinéma comique français en général, accusé d'être « commercial » et au service de l'ordre établi, en couplant sa critique avec celle du film Le Fou du labo 4 de Jacques Besnard avec Jean Lefebvre, jugé du même acabit : « Que « Le Fou du labo » soit de Jacques Besnard, Les Grandes Vacances de Jean Girault, vous pensez si tout le monde s'en moque. À commencer par Besnard et Girault. Ils sont là pour faire mousser deux produits : Lefebvre et de Funès (…) Films dont on dit qu'ils sont hilarants. Comme les gaz. Et qu'on projette, comme il est naturel, dans des chambres à gaz camouflées en salles de cinéma : les gens n'y voient que du feu et s'y précipitent, les malheureux. L'honnêteté oblige à reconnaître qu'ils en sortent. Mais dans quel état ! Anesthésiés. Très exactement : tranquillisés — jusqu'à la prochaine séance, et voilà une bonne chose de faite. (…) Non au rêve. Oui à la grimace. Le comique tranquillisant, c'est ça et seulement ça. Une modification épidermique affectant les traits d'un certain visage, les déformant vers une immobilité expressive ou la surexpressivité. Le demeuré ou l'épileptique. La gelée de veau ou le fulminate. Lefebvre ou de Funès ». Jean Narboni dans les Cahiers du cinéma estime que le film, « même si faible, facile et sans grand intérêt, témoigne de la part du tandem Girault-Vilfrid, d'un minimum d'ambition et de travail qui le sépare radicalement des basses œuvres de Besnard par exemple. De Funès, en proviseur de lycée inquiet, rigoriste et grincheux, y est un peu moins convaincant qu'à l'accoutumée, mais deux moments au moins sont curieux : une scène dans une boite à matelots du Havre, certainement influencée par Demy (couleurs, mise en place), et une inondation de whisky dans une distillerie écossaise peut-être en référence à Tashlin ».

### Récompenses et distinctions
- Ticket d'or décerné par les téléspectateurs en 1967
- prix Georges-Courteline du cinéma, ou prix de l'humour cinématographique, pour l'interprétation de Louis de Funès[16],[17]

### Éditions en vidéo
En 2016, Les Grandes Vacances sort en Blu-ray, par Studio Canal, dans une version restaurée. L'édition ne contient aucun bonus. Cependant, la présence d'un menu en allemand comprend une bande-annonce en version française.